# Smile (альбом Smile.dk)
Smile — дебютный студийный альбом шведской поп-группы Smile.dk. Альбом получил статус «золотого» в Японии, а Smile.dk получили награду «Лучшая международная женская группа» в Гонконге в 1998 году.

## Трек-лист
Авторы и продюсеры всех песен - Роберт Ульманн и Робин Рекс.
1. "Butterfly" – 2:58
2. "Coconut" – 3:23
3. "Sweet Senorita" – 3:10
4. "Middle of the Night" – 3:24
5. "Tic Toc" – 3:00
6. "Get Out" – 3:12
7. "Boys" – 3:06
8. "Mr. Wonderful" – 3:14
9. "Knock Knock" – 3:16
10. "Comme Ci Comme Ca" – 3:03
11. "Happy In Love" (бонус-трек) – 3:26